# 愛西市立勝幡小学校
愛西市立勝幡小学校（あいさいしりつ しょばたしょうがっこう）は、愛知県愛西市勝幡町にある公立小学校。

## 沿革
勝幡小学校の通学区域は以下。
- 1873年（明治6年）3月 - 勉心学校として創立。
- 1875年（明治8年）4月 - 勝幡学校と改称。
- 1889年（明治22年）4月 - 尋常小学勝幡学校と改称。
- 1907年（明治40年）2月 - 勝幡尋常小学校と改称。
- 1947年（昭和22年）4月 - 勝幡小学校と改称。

### 歴代校長
年は就任年を示す。
- 1947年（昭和22年） - 佐藤孝範
- 1950年（昭和25年） - 大橋淳
- 1953年（昭和28年） - 後藤藤春
- 1966年（昭和41年） - 金森喜一
- 1969年（昭和44年） - 佐藤良雄
- 1976年（昭和51年） - 石垣三朗
- 1982年（昭和57年） - 小塚貞夫
- 1985年（昭和60年） - 宇佐美悟

## クラブ活動
クラブへの入会は自由。入会できるのは4年生以上。5年生の一学期にのみ別クラブへの異動ができるが、退会はできない。
- サッカークラブ
- バスケットボールクラブ
- 金管クラブ
- コンピュータクラブ

## 特色
- 毎月一週間ほど「あいさつ運動」が行われる。
- 北校舎と南校舎の間には中庭があり、生活科の授業や理科の観察実験に使われている。
- 給食は自校の給食室で調理しているため、児童は出来たてのあたたかい給食を口にすることができる。

## 卒業後の進路
- 公立中学校に進学する生徒の進学先は愛西市立佐織中学校になる。

## 所在地
- 愛知県愛西市勝幡町五俵入2227番地

## アクセス
- 名鉄津島線 勝幡駅より北へ徒歩1分

## 通学区域
勝幡小学校の通学区域は以下。
- 勝幡町
- 古瀬町
- 千引町
- 佐折町
- 小津町（川東）